# Billig
Billig is een plaats in de Duitse gemeente Euskirchen, deelstaat Noordrijn-Westfalen, en telt 468 inwoners (2006).